# Aleksandrovac
Aleksandrovac (Servisch: Александровац) is een gemeente in het Servische district Rasina.
Aleksandrovac telt 29.389 inwoners (2002). De oppervlakte bedraagt 387 km², de bevolkingsdichtheid is 75,9 inwoners per km².

## Plaatsen in de gemeente
| - Aleksandrovac - Bzenice - Bobote - Boturići - Bratići - Velika Vrbnica - Velja Glava - Venčac - Vitkovo - Vražogrnci - Vranštica | - Vrbnica - Garevina - Gornja Zleginja - Gornje Rataje - Gornji Vratari - Gornji Stupanj - Grčak - Dašnica - Dobroljupci - Donja Zleginja - Donje Rataje | - Donji Vratari - Donji Stupanj - Drenča - Jelakci - Kožetin - Koznica - Latkovac - Laćisled - Lesenovci - Leskovica - Ljubinci | - Mrmoš - Novaci - Panjevac - Parčin - Pleš - Ploča - Popovci - Puhovac - Raklja - Ržanica - Rogavčina | - Rokci - Rudenice - Stanjevo - Starci - Strmenica - Stubal - Subotica - Tržac - Trnavci - Tuleš - Šljivovo |

## Geboren in Aleksandrovac
- Ilia Bozoljac (2 augustus 1985), tennisser